# Mahmoud Sami-Ali
 (avril 2016).
Si vous disposez d'ouvrages ou d'articles de référence ou si vous connaissez des sites web de qualité traitant du thème abordé ici, merci de compléter l'article en donnant les références utiles à sa vérifiabilité et en les liant à la section « Notes et références ».
 (avril 2016).
Sami-Ali, né le 6 mars 1925 en Égypte et mort le 23 décembre 2022 à Paris 5e, est un professeur émérite de psychologie clinique français d'origine égyptienne. Il est directeur scientifique du «Centre international de psychosomatique» qu'il a fondé à la fin des années 1980, et enseigna à l'université Paris Diderot.
Thérapeute, philosophe, peintre et plasticien, Sami-Ali est surtout un théoricien novateur de l'unité psychosomatique, de la psychosomatique relationnelle. Sa pensée de l’unité transcende les liens du psychique et du somatique. La pathologie humaine se situe dans sa double appartenance au psychique et au somatique.

## Biographie
Sami-Ali a fondé sa propre école de pensée, qu’il nomme la «Théorie relationnelle de la psychosomatique». Ses premiers ouvrages (Le Banal, De la Projection, ou de l’Espace Imaginaire) font toujours références. Il continue cependant de développer, d’enrichir son œuvre théorique au travers d'autres ouvrages jalonnant le développement de sa pensée comme de sa pratique thérapeutique: de « Penser le somatique » à la fin des années 80 jusqu’en 2015 à « Convergence ».
Il a publié de nombreux ouvrages dont  essai d'anthropologie psychanalytique où la réalité clinique égyptienne est présentée comme une contribution à une problématique plus large,[réf. souhaitée].

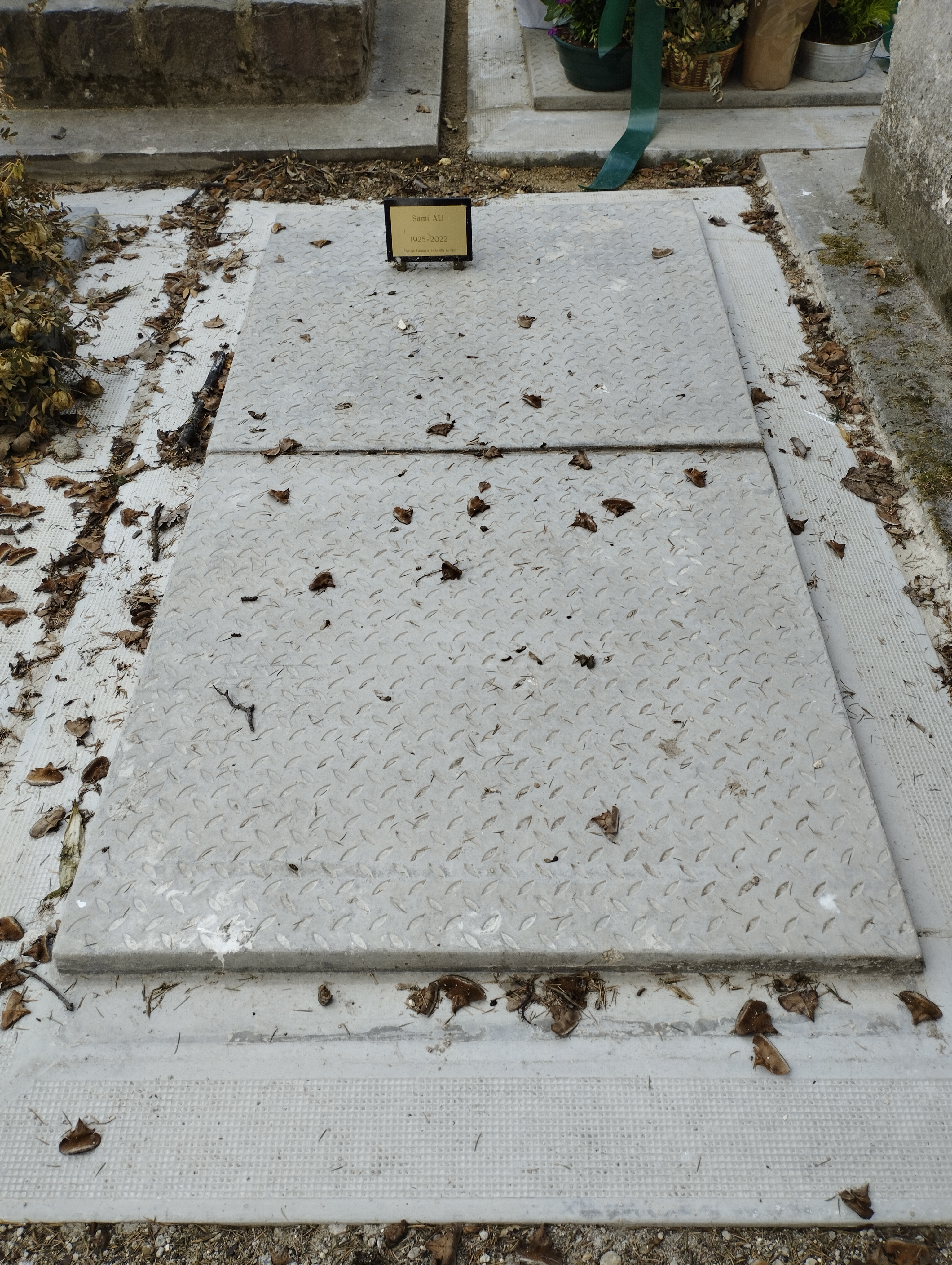
Tombe de Sami Ali au cimetière du Père-Lachaise (division 50.

Traducteur de poètes soufistes, il a notamment publié des traductions d'Al-Ma'arri, Al-Hallaj , Al-Niffari.
Il est également le traducteur des Trois Essais sur la théorie sexuelle de Sigmund Freud en langue arabe qu'il adapte au contexte épistémologique islamique. Sami-Ali s’intéresse à la conception freudienne de la sexualité infantile, particulièrement en ce qui a trait à son caractère hallucinatoire et, dans son œuvre, propose une notion de l’imaginaire basée sur le non-savoir hallucinatoire. Il développe une conception de la théorie freudienne de la sexualité infantile en l'élargissant jusqu'à l’imaginaire dans l’existence humaine.
Sami-Ali est l'auteur d'une œuvre calligraphique, picturale et photographique[réf. nécessaire]. Son ouvrage Huit manières de rêver le facteur Cheval porte un regard sur l'esthétique de la marginalité.
Son enseignement est vivant à travers ses œuvres et le Centre International de Psychosomatique structure d'enseignement agréé par la Fédération Française de Psychothérapie et Psychanalyse.
Il fut membre de l'European Association for Psychotherapy.
Il vit à Paris, où il meurt le 23 décembre 2022, dans le 5e arrondissement, à l'âge de 97 ans. Il est inhumé au cimetière du Père-Lachaise (division 50).

## Son œuvre, ses publications
A travers ces ouvrages, sa pensée originale se déploie dans le temps entre continuité et rupture avec la psychanalyse.
- L'Espace imaginaire, Gallimard, 1974
- Le Banal, Paris, Gallimard, 1980
- Penser le somatique, Paris, Dunod, 1987
- Corps et Âme, Dunod, 2004
- La Projection, Dunod, 2004
- Corps réel, corps imaginaire, Dunod, 2010
- Huit manières de rêver, Le facteur Cheval, Esperluète Éditions, 2010
- Le Haschich en Égypte, [1988], Dunod, 2013
- Transversales - La pensée relationnelle, Editions I.M.P.R. (Maroc), 2018

Traductions
- Thalat Maqalat fi Nazariyyat al-Jinsiyya, Dar al-Ma'arif, Le Caire, 1963 (Trois essais sur la théorie sexuelle, Freud)